# Fiesta de la banderita

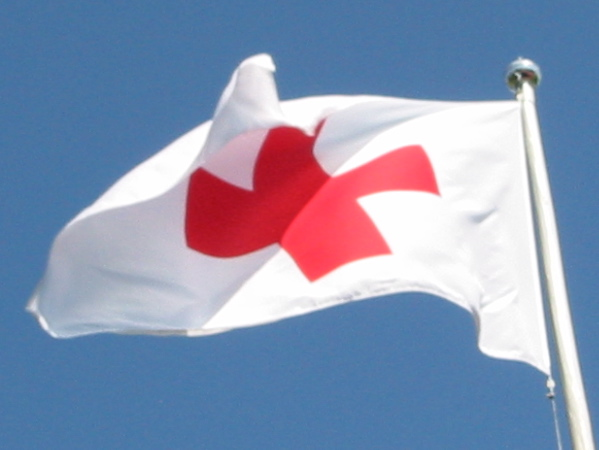
La denominada Fiesta de la Banderita comenzó a ser celebrada en España hace más de 100 años.

La Fiesta de la banderita (denominado también Día de la banderita) es una cuestación pública a favor de la Cruz Roja Española. Se celebra periódicamente en octubre o noviembre, y se instalaba en las zonas más concurridas de las ciudades las denominadas «mesas petitorias». El objetivo era recaudar dinero a favor de la Cruz Roja poniendo una pegatina de papel cuadrada en la solapa de los donantes. Los postulantes generalmente iban a pie de calle y portaban huchas blancas con el logotipo. Se popularizó este día en una película española en 1958 titulada Las chicas de la Cruz Roja. El acto es presidido por la Reina de España, como Presidenta de Honor de Cruz Roja Española.

## Historia
La fiesta popularizada en el periodo de posguerra es la continuación de la popular «Fiesta de la Flor» instaurada en el año 1937 en el Bando nacional. La fiesta sustituyó el donativo público a cambio de la flor, por una banderita de la cruz roja. Ambas eran colocadas por los postulantes en las solapas de los trajes de las personas que hacían donativos. Las mesas petitorias estaban regidas por damas de la aristocracia, mujeres populares, esposas de altos mandatarios. Los medios de información y propaganda recogían las escenas de postulación en los instantes en los que actores, deportistas, es decir personajes famosos, se acercaban a hacer donaciones. La fiesta fue muy popular en España en las décadas de los cincuenta, sesenta y setenta. En 1975 gana un premio en Cannes el director José Luis Borau por un anuncio del «Día de la Banderita».